# リブ・マックス
株式会社リブ・マックスは、東京都港区赤坂に本社を置く、日本の不動産企業。日本各地でサブリース不動産、短期賃貸マンション、ホテル、コインパーキングなどを扱う。

## 概要
1998年に兵庫県芦屋市で創業して2005年に東京へ進出する。現在は東京都港区赤坂に本社を置き、主にサブリース不動産と短期賃貸マンションを多数扱う。

## 沿革
- 1998年（平成10年）7月 - 兵庫県芦屋市に有限会社リブ・マックスを設立する。
- 1999年（平成11年）2月 - 兵庫県で不動産仲介業を開始する。
- 2002年（平成14年）6月 - マンスリーマンション事業を開始する。
- 2004年（平成16年）6月 - 株式会社リブ・マックスへ変更し、資本金を2,000万円に増資する。
- 2005年（平成17年）2月 - 宅地建物取引業免許を国土交通大臣免許に変更し、東京都で不動産仲介事業を開始する。
- 2006年（平成18年）2月 - 大阪府でホテル事業を開始する。
- 2007年（平成19年）7月 - 本社機能を神戸市に移転する。
- 2009年（平成21年）9月 - 資本金を5,000万円に増資する。
- 2012年（平成24年）7月 - 本社を新宿区へ移転する。
- 2014年（平成26年）
  - 3月 - 栃木県でスパ事業を開始する。
  - 7月 - (株)リブマックスプロパティマネジメントを設立
- 2017年（平成29年）7月 - 本社を赤坂へ移転する。
- 2024年（令和6年）8月 - 栃木県でトレーラーハウス事業を開始する。

## 主な事業

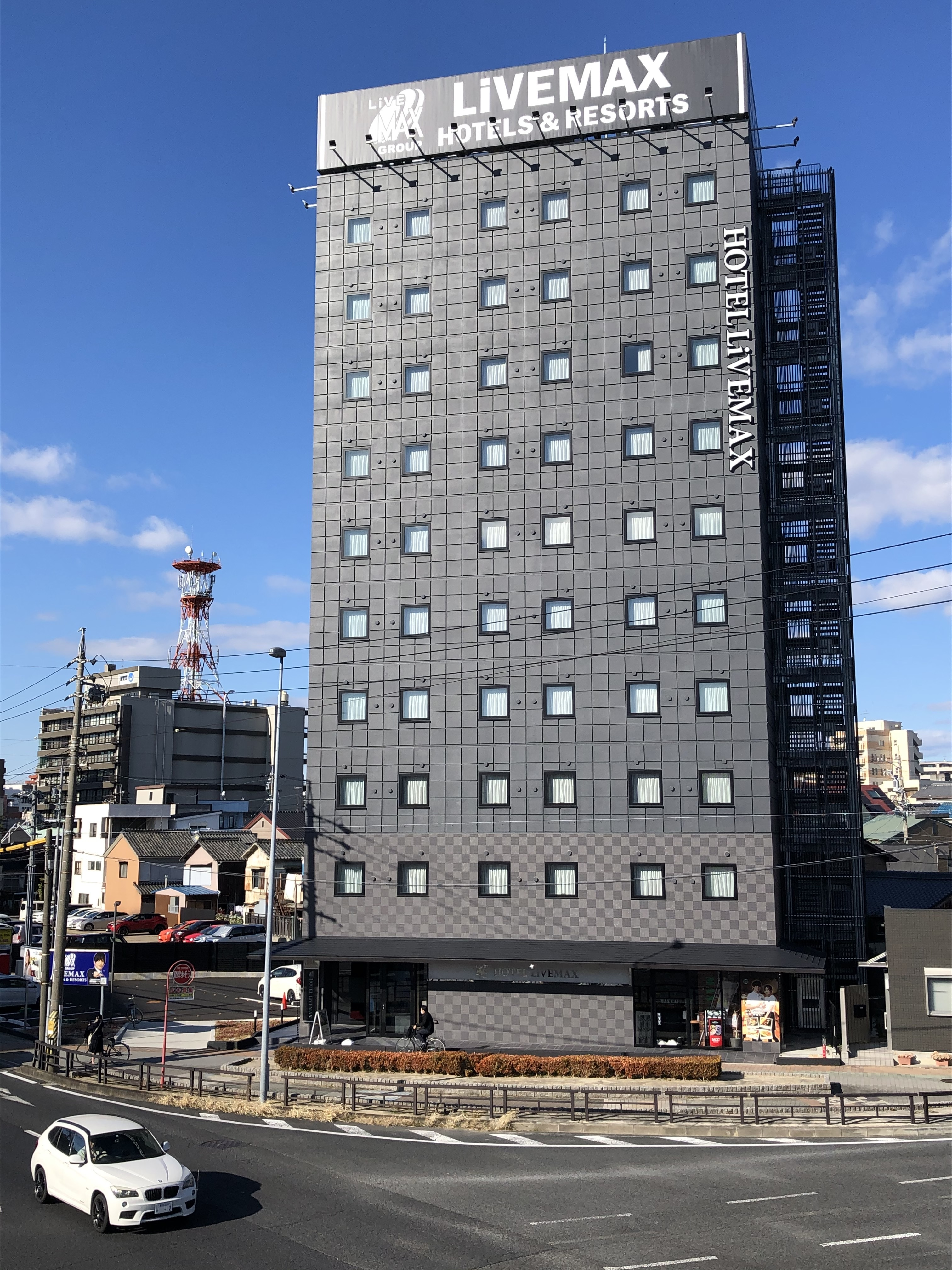
ホテルリブマックス岡崎（愛知県岡崎市）

- 不動産賃貸仲介：「リブマックス賃貸」（直営店並びにFC店）
- マンスリーマンション：「マンスリーリブマックス」
- ホテル：ビジネスホテル「ホテルリブマックス」、リゾートホテル「リブマックスリゾート」
- 飲食：コーヒーショップ「マックスカフェ」

## グループ会社
- 株式会社リブマックスプロパティマネジメント
- 株式会社リブマックスリーシング
- 株式会社リブマックスフーズ
- 株式会社マックスファシリティーズ
- 株式会社リラマックス
- グッド・コミュニケーション株式会社

## CM出演者
- 山本裕典

## 過去のCM出演者/曲
- 阿比留李帆
- 石川マリー
- 稲森ヒロ
- 今井雅之
- 入江慎也
- 小倉香奈
- 片岡礼子
- 加藤雛
- かまいたち (お笑いコンビ)
- 香山達也
- 工藤美桜
- クロスバー直撃（渡邊）
- 小林愛佳
- ザ・パンチ（浜崎）
- 陣内智則
- 関裕子
- とろサーモン (お笑いコンビ)
- なみ
- 野間夏美
- 氷室京介
- 藤巻亮太
- 宮木梨衣
- 森公平
- 矢野安奈
- 山口純
- ROYALcomfort

## スポンサー関連
テレビ
- 甘美王〜麗しのエンジェル・キッス〜（2022年3月5日、テレビ愛知・テレビ東京）

ラジオ
- YUSUKE YAMAMOTO moving on（2019年 - 、Kiss FM KOBE）
- ガーシー&クワといっしょ（2025年 - 、CROSS FM）

スポーツ
- ACCEL（2018年 - ）
- INAC神戸レオネッサ（2019年 - 2022年）
- ヴィッセル神戸（2004年 - 2017年）
- KONDO Racing（2013年 - 2016年）
- ポップアスリートカップ全国少年野球大会（2009年 - 2020年、2023年 - ）

映画
- ハピネス（2017年）
- ミスター・ロン（2017年）

舞台
- THE WINDS OF GOD（2011年 - 2013年、2015年）
- 手をつないでかえろうよ〜シャングリラの向こうで〜（2014年）

イベント
- TOKYO IRIE CONNECTION 2013
- 陣内智則 World Tour 2014 Road To Las Vegas
- AH! YEAH! OH! YEAH! 2014
- 陣内智則 World Tour NETAJIN 2016 in Los Angeles
- BOOM BOOM BEACH 2018
- B★VERSE（BTS、星を歌う）（2024年）